# Кларкс-Біч
Кларкс-Біч (англ. Clarke's Beach) — містечко в Канаді, у провінції Ньюфаундленд і Лабрадор.

## Населення
За даними перепису 2016 року, містечко нараховувало 1558 осіб, показавши зростання на 11,6%, порівняно з 2011-м роком. Середня густина населення становила 122,6 осіб/км².
З офіційних мов обидвома одночасно володіли 70 жителів, тільки англійською — 1 235. Усього 5 осіб вважали рідною мовою не одну з офіційних.
Працездатне населення становило 56,3% усього населення, рівень безробіття — 14,9% (24,1% серед чоловіків та 6,3% серед жінок). 90,1% осіб були найманими працівниками, а 8,3% — самозайнятими.
Середній дохід на особу становив $42 075 (медіана $29 216), при цьому для чоловіків — $52 828, а для жінок $32 657 (медіани — $37 222 та $23 253 відповідно).
23,4% мешканців мали закінчену шкільну освіту, не мали закінченої шкільної освіти — 20,6%, 56,5% мали післяшкільну освіту, з яких 19% мали диплом бакалавра, або вищий, 10 осіб мали вчений ступінь.
| Статево-вікова структура населення | Статево-вікова структура населення | Статево-вікова структура населення | Статево-вікова структура населення | Статево-вікова структура населення |
| ---------------------------------- | ---------------------------------- | ---------------------------------- | ---------------------------------- | ---------------------------------- |
|                                    |                                    |                                    |                                    |                                    |
| Всього                             | Всього                             | 45,8%54,2%                         |                                    |                                    |
| 0 — 14 років                       | 0 — 14 років                       |                                    | 12,8%                              | 12,8%                              |
| 15 — 64 років                      | 15 — 64 років                      |                                    | 53,2%                              | 53,2%                              |
| 65 і більше                        | 65 і більше                        |                                    | 34%                                | 34%                                |
| 85 і більше                        | 85 і більше                        |                                    | 7,1%                               | 7,1%                               |
| 100 і більше                       | 100 і більше                       |                                    | 0,3%                               | 0,3%                               |
| Середній вік (років)               | Середній вік (років)               | 46,753,4                           | 50,3                               | 50,3                               |
| Медіана (років)                    | Медіана (років)                    | 50,356,4                           | 53,2                               | 53,2                               |
| — чоловіки — жінки                 |                                    |                                    |                                    |                                    |

| Походження мешканців:     | Походження мешканців:     | Походження мешканців: | Походження мешканців: | Походження мешканців: |
| ------------------------- | ------------------------- | --------------------- | --------------------- | --------------------- |
| Походження                |                           |                       | осіб                  | %                     |
| Корінні американці        | Корінні американці        |                       | 55                    | 4.23%                 |
| Інше північноамериканське | Інше північноамериканське |                       | 955                   | 73.46%                |
| Європейське               | Європейське               |                       | 525                   | 40.38%                |
| британське                | британське                |                       | 520                   | 40%                   |
| французьке                | французьке                |                       | 35                    | 2.69%                 |

| Зайнятість населення за галузями (за класифікацією NOC): | Зайнятість населення за галузями (за класифікацією NOC): | Зайнятість населення за галузями (за класифікацією NOC): | Зайнятість населення за галузями (за класифікацією NOC): | Зайнятість населення за галузями (за класифікацією NOC): |
| -------------------------------------------------------- | -------------------------------------------------------- | -------------------------------------------------------- | -------------------------------------------------------- | -------------------------------------------------------- |
|                                                          |                                                          |                                                          |                                                          |                                                          |
| Управління                                               | Управління                                               |                                                          | 4,2%                                                     | 4,2%                                                     |
| Бізнес, фінанси та адміністрування                       | Бізнес, фінанси та адміністрування                       |                                                          | 12,6%                                                    | 12,6%                                                    |
| Природничі та прикладні науки                            | Природничі та прикладні науки                            |                                                          | 5,9%                                                     | 5,9%                                                     |
| Охорона здоров'я                                         | Охорона здоров'я                                         |                                                          | 10,9%                                                    | 10,9%                                                    |
| Освіта, правозахист, муніципальні та урядові служби      | Освіта, правозахист, муніципальні та урядові служби      |                                                          | 18,5%                                                    | 18,5%                                                    |
| Мистецтво, культура, відпочинок та спорт                 | Мистецтво, культура, відпочинок та спорт                 |                                                          | 2,5%                                                     | 2,5%                                                     |
| Роздрібна торгівля та послуги                            | Роздрібна торгівля та послуги                            |                                                          | 13,4%                                                    | 13,4%                                                    |
| Гуртова торгівля, транспорт та обладнання                | Гуртова торгівля, транспорт та обладнання                |                                                          | 25,2%                                                    | 25,2%                                                    |
| Природні ресурси, сільське господарство                  | Природні ресурси, сільське господарство                  |                                                          | 3,4%                                                     | 3,4%                                                     |
| Виробництво                                              | Виробництво                                              |                                                          | 3,4%                                                     | 3,4%                                                     |

## Клімат
Середня річна температура становить 5,3°C, середня максимальна – 19,7°C, а середня мінімальна – -9,4°C. Середня річна кількість опадів – 1 361 мм.
| Клімат поселення                              | Клімат поселення | Клімат поселення | Клімат поселення | Клімат поселення | Клімат поселення | Клімат поселення | Клімат поселення | Клімат поселення | Клімат поселення | Клімат поселення | Клімат поселення | Клімат поселення | Клімат поселення |
| Показник                                      | Січ.             | Лют.             | Бер.             | Квіт.            | Трав.            | Черв.            | Лип.             | Серп.            | Вер.             | Жовт.            | Лист.            | Груд.            |                  |
| Середній максимум, °C                         | 0,86             | 0,19             | 2,92             | 7,14             | 11,27            | 15,44            | 18,48            | 19,67            | 15,71            | 11,12            | 6,82             | 2,31             |                  |
| Середня температура, °C                       | −3,9             | −4,59            | −1,85            | 2,36             | 6,50             | 10,66            | 15,29            | 16,48            | 12,52            | 7,92             | 3,62             | −0,88            |                  |
| Середній мінімум, °C                          | −8,69            | −9,36            | −6,63            | −2,43            | 1,72             | 5,87             | 12,09            | 13,30            | 9,33             | 4,75             | 0,45             | −4,07            |                  |
| Норма опадів, мм                              | 127              | 114              | 113              | 109              | 93               | 98               | 97               | 89               | 130              | 138              | 123              | 130              |                  |
| Середньомісячна швидкість вітру, м/с          | 7.99             | 7.38             | 6.97             | 6.38             | 5.68             | 5.34             | 5.17             | 5.20             | 5.79             | 6.58             | 7.18             | 7.84             |                  |
| Середньомісячна сонячна радіація, кДж/м²·день | 3992             | 6745             | 10604            | 14052            | 17068            | 19054            | 19154            | 16090            | 12058            | 7214             | 4162             | 3072             |                  |
| --------------------------------------------- | ---------------- | ---------------- | ---------------- | ---------------- | ---------------- | ---------------- | ---------------- | ---------------- | ---------------- | ---------------- | ---------------- | ---------------- | ---------------- |
| Джерело:                                      |                  |                  |                  |                  |                  |                  |                  |                  |                  |                  |                  |                  |                  |